# Kristine Gjelsten Haugen
Kristine Gjelsten Haugen (* 24. August 1992 in Bærum) ist eine ehemalige norwegische Skirennläuferin. Ihre besten Disziplinen waren Riesenslalom und Slalom. Sie ist die Schwester von Leif Kristian Nestvold-Haugen, der ebenfalls als alpiner Skirennläufer aktiv war.

## Biografie
Nach Erreichen der Altersgrenze bestritt Haugen im November 2007 im Alter von 15 Jahren in Hemsedal ihr erstes FIS-Rennen und feierte im Januar 2008 bei einem Riesenslalom in Norefjel ihren ersten Sieg. Kurz darauf wurde sie norwegische Juniorenmeisterin in dieser Disziplin. Im Winter 2008/09 nahm sie erstmals an Europacuprennen teil und erreichte am 30. November 2008 als 27. im Super G von Kvitfjell die ersten Punkte in dieser Rennserie. Im weiteren Verlauf des Winters wurde sie in Super Kombination und Abfahrt zwei weitere Male norwegische Juniorenmeisterin und nahm zudem erstmals an Juniorenweltmeisterschaften teil, wo sie als einziges Ergebnis den 38. Rang in der Abfahrt belegte.
Nachdem sie in der Saison 2009/10 hauptsächlich bei FIS-Rennen am Start war, startete Haugen in den Wintern 2010/11 und 2011/12 regelmäßig im Europacup und erreichte dort am 30. Januar 2012 als Achte des Riesenslaloms von Courchevel ihr bis dahin bestes Resultat, das sie am 28. Februar 2012 beim Riesenslalom in Abetone wiederholen konnte. Bei den Juniorenweltmeisterschaften 2012 in Roccaraso verpasste sie als Vierte des Riesenslaloms eine Medaille nur um eine Hundertstelsekunde.
Ab der Saison 2012/13 war Haugen aufgrund ihres im Januar 2013 begonnenen Biologie-Studiums an der University of Denver vier Jahre lang vorwiegend im Nor-Am Cup am Start. Dort konnte sie am 12. Dezember 2012 im Riesenslalom von Panorama ihren ersten Sieg erringen und belegte mit zwei weiteren Siegen und zwei dritten Plätzen am Ende der Saison Rang vier in der Gesamt- und Rang drei in der Riesenslalomwertung. Seit dem Winter 2016/17 startet sie wieder im Europacup und verbesserte ihre dortige Bestleistung Anfang Dezember 2016 beim Slalom in Trysil auf einen siebten Platz. Am 29. Dezember 2016 debütierte sie beim Slalom am Semmering im Weltcup, schied jedoch im ersten Durchgang aus. In ihrem vierten Weltcuprennen, dem Slalom in Flachau, gewann sie am 10. Januar 2017 als 26. die ersten Weltcuppunkte.
Im Winter 2017/18 entschied Haugen punktgleich mit Thea Louise Stjernesund die Riesenslalomwertung des Europacups für sich. Ende März 2019 erklärte sie ihren Rücktritt vom aktiven Leistungssport.

## Erfolge

### Weltmeisterschaften
- Åre 2019: 29. Slalom

### Weltcup
- 1 Platzierung unter den besten 10

### Weltcupwertungen
| Saison  | Gesamt | Gesamt | Riesenslalom | Riesenslalom | Slalom | Slalom |
| Saison  | Platz  | Punkte | Platz        | Punkte       | Platz  | Punkte |
| ------- | ------ | ------ | ------------ | ------------ | ------ | ------ |
| 2016/17 | 114.   | 7      | 57.          | 2            | 56.    | 5      |
| 2017/18 | 108.   | 16     | 35.          | 16           | –      | –      |
| 2018/19 | 80.    | 52     | 29.          | 38           | 51.    | 14     |

### Nor-Am Cup
- Saison 2012/13: 3. Riesenslalomwertung, 4. Gesamtwertung, 6. Slalomwertung, 8. Kombinationswertung
- Saison 2014/15: 3. Slalomwertung, 4. Gesamtwertung, 4. Riesenslalomwertung
- Saison 2015/16: 2. Riesenslalomwertung, 4. Slalomwertung, 8. Gesamtwertung
- 15 Podestplätze, davon 6 Siege:

| Datum             | Ort                 | Land   | Disziplin    |
| ----------------- | ------------------- | ------ | ------------ |
| 12. Dezember 2012 | Panorama            | Kanada | Riesenslalom |
| 13. Dezember 2012 | Panorama            | Kanada | Riesenslalom |
| 5. Februar 2013   | Vail                | USA    | Riesenslalom |
| 21. Februar 2015  | Canada Olympic Park | Kanada | Slalom       |
| 16. Dezember 2015 | Panorama            | Kanada | Riesenslalom |
| 17. Dezember 2015 | Panorama            | Kanada | Riesenslalom |

### Europacup
- Saison 2017/18: 2. Gesamtwertung, 1. Riesenslalomwertung, 3. Slalomwertung
- 6 Podestplätze, davon 2 Siege:

| Datum             | Ort        | Land     | Disziplin    |
| ----------------- | ---------- | -------- | ------------ |
| 16. März 2018     | Soldeu     | Andorra  | Riesenslalom |
| 30. November 2018 | Funäsdalen | Schweden | Riesenslalom |

### Juniorenweltmeisterschaften
- Garmisch-Partenkirchen 2009: 38. Abfahrt
- Mont Blanc 2010: 16. Riesenslalom, 43. Abfahrt
- Crans-Montana 2011: 5. Kombination, 12. Riesenslalom, 18. Slalom, 25. Super G, 35. Abfahrt
- Roccaraso 2012: 4. Riesenslalom, 14. Super G

### Weitere Erfolge
- 14 Siege in FIS-Rennen
- dreifache norwegische Juniorenmeisterin (Riesenslalom 2008, Abfahrt und Super Kombination 2009)